# Lapa (Cartaxo)
Lapa é uma povoação portuguesa do Município do Cartaxo que foi sede da extinta Freguesia da Lapa, freguesia que tinha 6,31 km² de área e 1 200 habitantes (2011), e, por isso, uma densidade populacional de 190,2 hab/km².
A Freguesia da Lapa foi extinta em 2013, no âmbito de uma reforma administrativa nacional, tendo sido agregada à Freguesia de Ereira, para formar uma nova freguesia denominada União das Freguesias de Ereira e Lapa com a sede em Ereira.

## População
| População da freguesia de Lapa | População da freguesia de Lapa | População da freguesia de Lapa | População da freguesia de Lapa | População da freguesia de Lapa | População da freguesia de Lapa | População da freguesia de Lapa | População da freguesia de Lapa | População da freguesia de Lapa | População da freguesia de Lapa | População da freguesia de Lapa | População da freguesia de Lapa | População da freguesia de Lapa | População da freguesia de Lapa | População da freguesia de Lapa |
| ------------------------------ | ------------------------------ | ------------------------------ | ------------------------------ | ------------------------------ | ------------------------------ | ------------------------------ | ------------------------------ | ------------------------------ | ------------------------------ | ------------------------------ | ------------------------------ | ------------------------------ | ------------------------------ | ------------------------------ |
| 1864                           | 1878                           | 1890                           | 1900                           | 1911                           | 1920                           | 1930                           | 1940                           | 1950                           | 1960                           | 1970                           | 1981                           | 1991                           | 2001                           | 2011                           |
|                                |                                |                                |                                |                                |                                | 1 322                          | 1 330                          | 1 363                          | 1 343                          | 1 227                          | 1 158                          | 1 159                          | 1 205                          | 1 200                          |

Criada pela Lei nº 1142, de 08/04/1921,com lugares desanexados da freguesia de Ereira
| Distribuição da População por Grupos Etários | Distribuição da População por Grupos Etários | Distribuição da População por Grupos Etários | Distribuição da População por Grupos Etários | Distribuição da População por Grupos Etários | Distribuição da População por Grupos Etários | Distribuição da População por Grupos Etários | Distribuição da População por Grupos Etários | Distribuição da População por Grupos Etários | Distribuição da População por Grupos Etários |
| -------------------------------------------- | -------------------------------------------- | -------------------------------------------- | -------------------------------------------- | -------------------------------------------- | -------------------------------------------- | -------------------------------------------- | -------------------------------------------- | -------------------------------------------- | -------------------------------------------- |
| Ano                                          | 0-14 Anos                                    | 15-24 Anos                                   | 25-64 Anos                                   | > 65 Anos                                    |                                              | 0-14 Anos                                    | 15-24 Anos                                   | 25-64 Anos                                   | > 65 Anos                                    |
| 2001                                         | 151                                          | 160                                          | 619                                          | 275                                          |                                              | 12,5%                                        | 13,3%                                        | 51,4%                                        | 22,8%                                        |
| 2011                                         | 139                                          | 112                                          | 643                                          | 306                                          |                                              | 11,6%                                        | 9,3%                                         | 53,6%                                        | 25,5%                                        |

Média do País no censo de 2001:  0/14 Anos-16,0%; 15/24 Anos-14,3%; 25/64 Anos-53,4%; 65 e mais Anos-16,4%
Média do País no censo de 2011:   0/14 Anos-14,9%; 15/24 Anos-10,9%; 25/64 Anos-55,2%; 65 e mais Anos-19,0%

## História e geografia
O topónimo de Lapa, deriva da designação dada a uma gruta existente na localidade, conhecida como "Boca da Lapa". Lapa significa gruta e esta foi a designação que passou a ser dada à aldeia.
É uma aldeia muito antiga, situada numa peneplanície ocupando uma área de 6,281 km²; o casario dos seus dois lugares - Lapa e Casais da Lapa formam a Freguesia da Lapa. Possui cerca de 1600 habitantes e o povoamento é concentrado.
A Lapa tendo sido em épocas remotas uma freguesia independente, foi depois anexada à Ereira. Lapa e Ereira, viveram sempre no passado, mais ou menos ligadas à Vila de Pontével, que era cabeça da Comenda da Ordem dos Hospitalários (Malta). Esta comenda foi doada a esta ordem por D. Afonso Henriques, facto que aponta para que a Lapa seja uma povoação muito antiga.
Quando no Século XIX foi constituído o concelho do Cartaxo, uma das freguesias que lhe foi atribuída foi a de "Ereira-Lapa". No entanto a população desta pequena povoação desejava ser independente, sendo esse desejo concedido a 8 de Abril de 1921. A sua actividade económica está, desde sempre, ligada ao sector primário, que absorve, actualmente, cerca de 50% dos residentes activos, especialmente ao vinho, onde predominam os tintos.
Na década de 90, foi criada uma zona industrial, em terrenos pertencentes à Junta de Freguesia, onde estão implantadas algumas indústrias e, também, o Centro de Dia, recentemente inaugurado.
Actualmente, a Lapa é uma das localidades mais densamente povoadas, tendo a sua população vindo a crescer consideravelmente com a proliferação de habitantes de fim-de-semana, ou por residentes que trabalhando fora da região escolhem um local tranquilo e agradável para fugir à azáfama das grandes cidades.
Bem servida de acessibilidades, é fácil lá chegar, quer pela sede do Concelho, quer através da Variante à EN 365-2, que liga o Nó da A1 (Aveiras de Cima) ao Cartaxo.

## Património
- Capela do Mártir S. Sebastião;[3]
- Gruta designada por "Boca da Lapa".

## Equipamentos urbanísticos
A Lapa possui os seguintes equipamentos urbanísticos:
- Jardim da Amizade
- Sede da Banda Filarmónica Lapense
- Sede do Rancho Folclórico da Lapa
- Fonte e Nascente do Brejo
- Praça da Localidade
- Escola 1º Ciclo da Lapa
- Jardim de Infância da Lapa
- Apoio à infância, da Lapa
- Campo de Futebol
- Centro de dia da Lapa, para Idosos com apoio ao domicilio
- Cemitério

## Comércio e indústria
A Lapa possui uma vasta área vinícola. Pela povoação pode-se encontrar pequenas casas comerciais, como cafés, restaurantes e lojas. No povoado também está localizada uma zona industrial.